# 箱木一郎

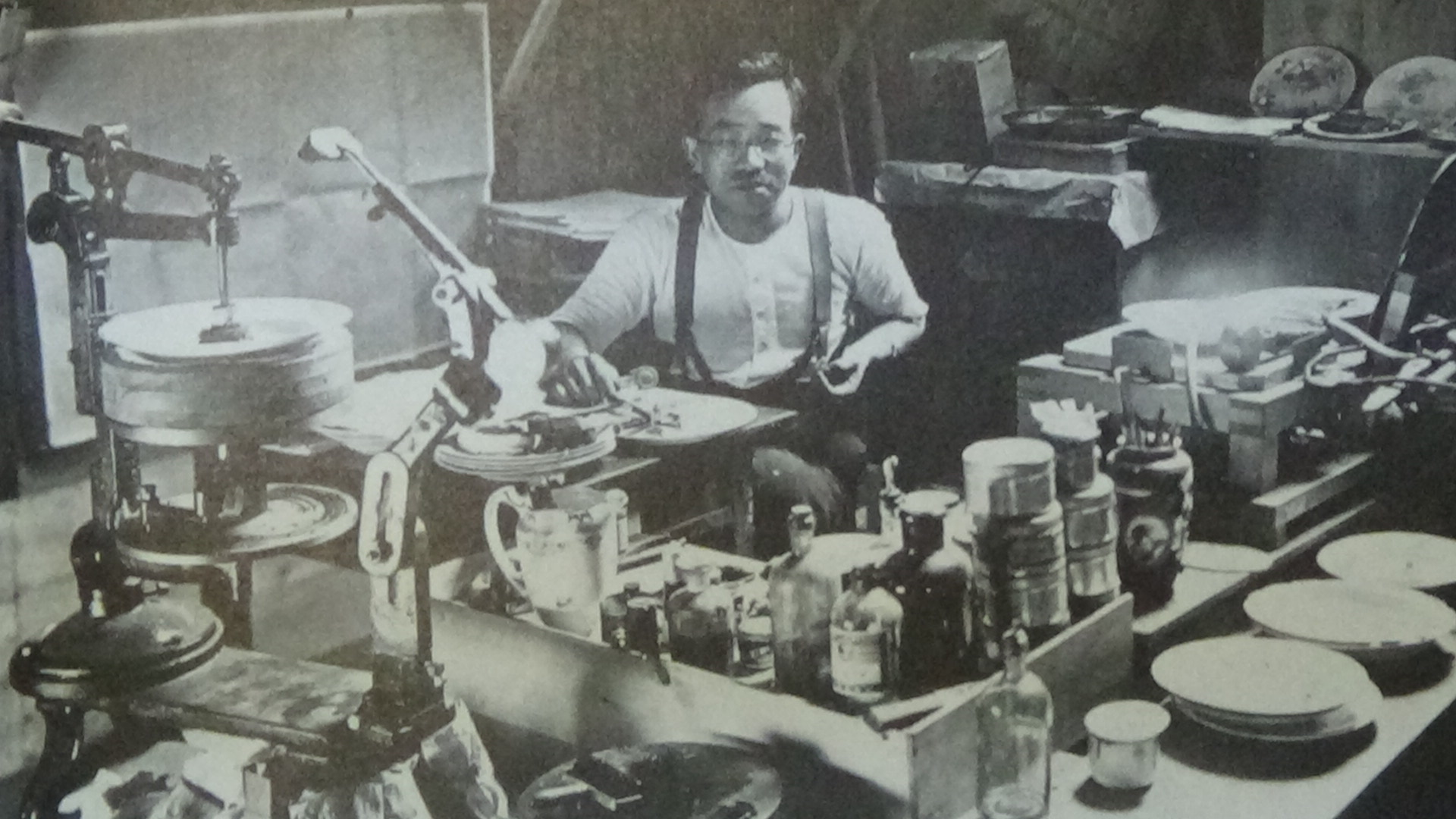
名古屋の矢田工場にて、皿への印刷方法を研究中の箱木一郎

箱木 一郎（はこぎ いちろう、Ichiro Hakogi、 1896年（明治29年）1月9日 - 1971年（昭和46年）1月23日）は日本の発明家。元社団法人発明協会本部理事。元財団法人科学技術連盟参与。日本曲面印刷機株式会社創立者、元社長。
「負圧力利用曲面印刷体印刷方法」特許により製作した陶磁器自動印刷機KURBA GRAVOを、1937年のパリ万国博覧会に出品。11月25日にフランス政府より科学「グランプリ」賞を授与される。

## 経歴
- 1896年1月9日 - 兵庫県神戸市に生まれる。父兼吉は鉄道技師であった。
- 1914年3月 - 群馬県立高崎中学校卒業。
- 1923年3月 - 関西学院大学文学部社会学科卒業。
- 1923年4月 - 東京へ転居。世界文庫刊行会入社。
- 1924年 - 東京高等工芸学校（現千葉大学）にて、伊東享次教授に師事し印刷学を研修。「曲面体上への印刷方法」の研究生活に入る。
- 1926年12月 - 日本曲面印刷研究所設立。
- 1928年4月28日 - 「曲面体上への印刷方法」特許出願。よく1929年1月特許第80046号として登録される。
- 1934年 - 恩賜発明奨励金を授与される。「負圧力利用曲面体印刷方法」特許出願。日本以外でも、ドイツ、アメリカ、イギリス、チェコ、フランス等諸外国でも特許を受け、その独創性は高い評価をえた。
- 1937年6月 - 「負圧力利用曲面体印刷方法」により「陶磁器自動印刷機」KURBA GRAVO(クルバ グラボ)を株式会社関機械製作所と共同で製作し、フランス政府主催のパリ万国博覧会に出品。機械の名前はエスぺランティストの秋田雨雀が命名。11月25日にフランス政府より科学「グランプリ賞」を授与される。
- 1946年9月27日 - 社団法人発明協会本部理事に就任。（1949年1月31日まで）
- 1950年4月1日 - 財団法人科学技術連盟参与に就任。（1962年3月31日まで）
- 1952年 - 社団法人発明協会東京支部理事に就任。（1971年1月23日まで）
- 1952年7月1日 - 「日本発明家50傑選」（特許庁・発明協会図書刊行会発行）に「曲面印刷法の父」として紹介される。
- 1957年5月1日 - 日本曲面印刷機株式会社創立。
- 1963年 - 社団法人発明協会より発明功労賞を授与される。
- 1964年2月7日 - 東京都知事より東京都発明関係功労表彰を受ける。
- 1965年11月13日 - 特殊印刷技術の改良研究に努め曲面体用印刷機に関する一連の発明考案を完成した功績に対し紫綬褒章を授与される。
- 1965年11月17日 - 社団法人発明協会の事業育成に貢献した功績に対し紺綬褒章を授与される。
- 1966年 - グーテンベルグ科学博物館より名誉会員に推薦される。
- 1967年11月3日 - 勲四等旭日小綬章を下賜される。
- 1971年1月23日 - 死去。従五位に叙せられる。

### 補遺
関西学院学生時代、神戸新川の貧民窟で活動する賀川豊彦の元へ通った。また、神戸ＹＭＣＡにて末包敏夫と共に会員向けに市民大学講座を企画し、一郎は知名の士との交渉を担当した。講師には賀川豊彦、河上丈太郎、有島武郎、厨川白村、武者小路実篤らがいた。特に有島とは親しくなり共に旅行をしたり色紙（濱阪の遠き砂丘の　中にして　侘しき　我を　見出つるかな）を貰ったりした。
1937年巴里万博から帰国後は、巴里会の会員となった。また、巴里会の会員であった相羽有、三島海雲、木下乙郎、伴野文三郎、門倉国輝等と「セルフ・メード・マンの会Self Made-man Society」 (SMS)と言う会を作った。
出典：「曲面夢中　箱木一郎追憶集」pp4-5、p35、pp69-71、 「あみ・ど・ぱり」1938年6月号p21,　1939年6月号p18 ECHO

#### 参考資料
- 「箱木一郎『曲面印刷』を語る」著者　箱木一郎／発行　日本曲面印刷機株式会社／1983年1月23日発行
- 「曲面夢中　箱木一郎追憶集」（非売品）発行者　箱木しげ／発行所　箱木一郎追憶集刊行会／1973年1月23日
- 「オリジナリティを訪ねてⅡ」発行者　小泉信／発行所　株式会社富士通経営研修所／初版発行1999年6月1日／ISBN 4-89459-045-X
- 「一九三七年巴里万国博覧会　政府参同事務報告」1938年（昭和13年）3月30日発行
- 「一九三七年『近代生活ニ於ケル美術ト工藝』巴里万国博覧会協会事務報告」（非売品）発行所　巴里万国博覧会協会／1939年（昭和14年）2月25日発行